# Maikki Friberg
Maikki Friberg   (Kankaanpää, 5 de gener de 1861 - Hèlsinki, 6 de novembre de 1927) Maria (Maikki) Elisabeth Friberg fou una educadora finlandesa, editora de revista, sufragista i activista per la pau. Es recorda per haver participat en el moviment de dones finlandeses, especialment com a presidenta de l'organització pels drets de les dones Suomen Naisyhdistys i com a fundadora i editora de la revista feminista Naisten Ääni (La Veu de les Dones).
Viatjà molt a l'estranger mentre participava en conferències internacionals i escrivia en la premsa estrangera.

## Biografia
Nasqué el 5 de gener del 1861 a Kankaanpää, filla de Karl Arvid Friberg i Fanny Adelaide Boijer. Després de la mort de son pare, la seua mare es traslladà a Tampere, on va obrir una casa d'hostes. Friberg estudià en l'Escola Sueca per a Dones de Hèlsinki, i s'hi matriculà en la classe de formació de professors. El 1883, treballà en l'escola secundària popular de Hèlsinki, fins al 1912. Va estudiar en universitats de Berlín i Zúric, i Berna del 1894 al 1897. Es va doctorar en la Universitat de Berna el 1897 amb una tesi sobre les escoles populars nòrdiques. A Berna establí una àmplia xarxa de contactes, doncs milers de dones estrangeres estudiaven en universitats suïsses. Després de la seua dissertació, Friberg millorà el seu francés a París i assistí a classes d'economia en la Universitat de Brussel·les. Els seus coneixements lingüístics li permeteren escriure els seus discursos tant en alemany com en francés.
Entre 1889 i 1906, Friberg feu molts viatges a Europa, amb fons propis i amb subvencions del Senat i de la ciutat de Hèlsinki, per a conéixer noves pràctiques d'ensenyament de geografia. Es van començar a formar xarxes de dones a Europa central, i la casa d'Anna i Eva Ingman a Dresden esdevingué un punt de trobada per a estudiants i visitants nòrdics i finlandesos. Friberg va conéixer en especial dones daneses influents, i es va trobar, per exemple, amb l'educadora reformista sueca Anna Sundström en una reunió escolar a Copenhaguen, al 1890.
El 1893 viatjà a Copenhaguen, Berlín, Dresden, Bremen, Hamburg i la Haia, i es familiaritzà especialment amb l'ensenyament de la geografia, la història natural i les ciències ambientals, que estaven de moda a Europa. Quatre anys després, Friberg fou aprenenta en una escola professional de París, on es va introduir en classes avançades de l'escola primària. En un viatge a París, Brussel·les, Copenhaguen, Dresden i Viena el 1906, l'interès de Friberg s'amplià a les escoles populars i als moviments femenins, obrers, pacifistes i antial·lèrgics, en els congressos dels quals participà. Friberg també representà en algunes ocasions la Unió de Dones i els Amics de la Temprança a l'estranger. De llavors ençà, assistí a conferències sobre economia en la Universitat de Brussel·les, adquirí fluïdesa en alemany, francès i anglès. Fins al 1906, feu viatges d'estudis per Europa, per perfeccionar l'experiència en els mètodes d'ensenyament. També es familiaritzà amb altres escandinaus, sobretot danesos. A Finlàndia, Friberg només va aconseguir que s'acceptassen les seues noves idees educatives quan va canviar l'inspector d'escoles primàries. Després de trenta anys com a mestra i d'haver adquirit coneixements i habilitats, el 1912 es presentà al lloc d'inspectora adjunta de les escoles primàries de Hèlsinki, però fou derrotada en el concurs per Guss Mattson, membre de l'Ajuntament de Hèlsinki, que actuava com a òrgan de selecció. Exasperada pel tracte rebut, deixà la docència per a dedicar-se al treball cívic i associatiu.

### Activisme
Mentre viatjava el 1906, Friberg s'interessà pel moviment de dones, i assistí a diverses convencions i congressos, on sovint representava Kvinnosaksförbundet Unionen (Associació de Dones de la Unió). Aquest mateix 1906, en la reunió de l'Aliança Internacional de Dones a Copenhaguen les seues opinions sobre el dret al vot van ser especialment ben rebudes, perquè aquest any les dones finlandeses havien aconseguit el dret a votar. En aquesta etapa, estava especialment interessada en el pacifisme i la temprança, i feu nombroses conferències a l'estranger. A Berlín, Dresden i Viena va parlar sobre els instituts populars nòrdics i les escoles mixtes finlandeses; a Copenhaguen dissertà sobre Un Cygnaeus i el sistema d'escoles primàries finlandeses, i a Estocolm, Copenhaguen, Dresden i Viena sobre la lluita constitucional dels finlandesos contra la russificació. Friberg també replegà signatures per a una gran petició de protesta contra la política d'unificació del règim rus, i la hi van ajudar els seus amplis contactes socials.
Fou membre de la Lliga de Dones Finlandeses i del consell central des de la fundació al 1906 fins al 1924; i presidenta de la Unió de Dones del 1920 al 1927. El club debatia sobre el sufragi i les qüestions feministes, sobre Lleó Tolstói i August Strindberg, etc. Friberg també participà en la causa pacifista en la Lliga Finlandesa per la Pau, i un any abans de la seua mort va fundar la branca finlandesa de la Lliga Internacional de Dones per la Pau i la Llibertat, Finlands Fredsförbund. També fou presidenta de la secció femenina de l'associació antialcohòlica Koito durant sis anys. Fundà la revista Naisten ääni (Veu de les Dones) el 1905, que va editar fins a la seua mort. La majoria dels seus altres càrrecs pertanyien al sector educatiu. El 1908, representà els professors en el Consell de les Escoles Populars de Hèlsinki i fou membre del Comité d'Ensenyament dels Cursos per a Treballadors de Hèlsinki.
El 1909, en Naisten ääni, publicà un relat per al Congrés de l'Aliança Internacional de Dones de Londres.
Maikki Friberg va morir al novembre del 1927. Una representant de la Lliga de Dones Finlandeses escrigué en el seu obituari:
| « | Maikki Friberg ha caigut del seu lloc de guaita, l'encenedora de centenars de ments, l'artista de la paraula oral i escrita, l'estimada i celebrada personalitat d'una dirigent, ha marxat. | » |

### Influència de Maikki Friberg
La seua principal influència fou per les seues conferències i escrits. Compartí les seues observacions dels seus viatges a l'estranger, comparà el desenvolupament nòrdic amb l'europeu, abordà temes socials d'actualitat i escrigué sobre dones influents a l'estranger. En la seua anàlisi feminista de principis de segle, va arribar a la conclusió, entre altres coses, que la dona alemanya no era més que una serventa del seu marit.
Friberg també escrigué sobre la situació política de Finlàndia, les lluites culturals no sols en finès, sinó també en diaris alemanys, francesos i danesos. Va col·laborar en almenys 17 diaris estrangers. A Finlàndia, Friberg dirigí la revista Nutid i la revista eclesiàstica Kylväjä. El 1905 va fundar la seva revista, Naisten ääni, criticada per aristocràtica, i que va dirigir fins a la seua mort. L'oficina de la revista va acollir un club de dones, un club de francès i un club d'anglès. Esdevingué un refugi per a les advocades solitàries i un lloc de descans per a les dones que havien arribat a la ciutat des del món rural.